# Родионов, Валентин Алексеевич
Валенти́н Алексе́евич Родио́нов (род. 12 июля 1937, Москва, СССР) — советский и российский архитектор, искусствовед. Действительный член Российской академии художеств по Отделению архитектуры (2002; член-корреспондент с 1997). Лауреат Государственной премии Российской Федерации (2004). Генеральный директор Всероссийского музейного объединения «Государственная Третьяковская галерея» с 1993 по 2009 год.

## Биография
Валентин Алексеевич Родионов родился 12 июля 1937 года в Москве. В 1960 году он окончил Московский государственный архитектурный институт и некоторое время работал в проектных организациях. Вершиной его градостроительной карьеры стал пост главного архитектора Московской области. Родионов работал в аппаратах ЦК ВЛКСМ, Московского обкома партии и ЦК КПСС.
В 1989 году Родионов был назначен на должность заместителя министра культуры РСФСР Юрия Мелентьева по капитальному строительству. Он сохранил своё кресло после двукратной смены министров (в 1990—1992 годах этот пост занимал Юрий Соломин, а его преемником стал Евгений Сидоров) и двух реорганизаций в 1992 году, когда минкультуры на протяжении шести месяцев являлось министерством культуры и туризма РФ. Одной из должностных обязанностей Родионова было надзор за ходом реконструкции зданий Третьяковской галереи.
В декабре 1993 года правительственным распоряжением Родионов был назначен генеральным директором Всероссийского музейного объединения «Государственная Третьяковская галерея» сроком на два года (окончательное утверждение в должности произошло в феврале 1996 года, когда было принято соответствующее распоряжение президента Бориса Ельцина). 9 февраля 1994 года Родионов был представлен сотрудникам музея. Его первоочередной задачей стало завершение ремонтно-реставрационных работ в Лаврушинском переулке. В мае 1994 года Родионов пообещал открыть главные экспозиционные площади к 4 сентября. Однако по техническим причинам это мероприятие перенесли сначала на 15 декабря, а потом из-за непогоды и вызванных ею протечек — на весну следующего года. В конце марта 1995 года обновлённая галерея приняла представителей дипломатического корпуса, а 5 апреля состоялась торжественная церемония её открытия, на которой присутствовали премьер-министр России Виктор Черномырдин, патриарх московский и всея Руси Алексий II, мэр Москвы Юрий Лужков и другие официальные лица.
В середине 1990-х годов Третьяковская галерея, как и подавляющее большинство находящихся в государственной собственности объектов культуры, испытывала серьёзные проблемы с финансированием. Сокращение выделяемых правительством средств вынудило руководство музея согласиться на проведение благотворительного аукциона русского антиквариата, инициатором которого стал лично Валентин Родионов, и обратиться за помощью к крупному бизнесу. Подготовленная американской компанией «Бостон Консалтинг» спонсорская программа предполагала, что фирмы, перечислившие средства на счёт Третьяковки, получают право на бесплатное экскурсионное обслуживание, проведение в её залах приёмов и другие льготы.
Предпринятые шаги дали лишь незначительный эффект, и финансовое положение галереи и в последующие несколько лет продолжало оставалось катастрофическим. В апреле 1996 года Родионов в разговоре с журналистами упомянул о возможности перевода музея из федеральной собственности в муниципальную. К осени 1996 года госбюджет задолжал Третьяковке 25 миллиардов рублей, а в начале октября в её зданиях на несколько дней были отключены электричество, теплоснабжение и связь; в течение суток шедевры русского изобразительного искусства оставались без охраны из-за забастовки не получавших зарплату милиционеров. Стала реальностью перспектива временного закрытия галереи и отправки части сотрудников в неоплачиваемые отпуска. В столь сложных условиях Родионов в числе других руководителей крупнейших национальных музеев обратился с открытым письмом к правительству. Этот призыв поддержал совет попечителей галереи, возглавляемый столичным мэром Лужковым. Ответом на обращение стало президентское поручение кабинету министров в срочном порядке погасить все первоочередные задолженности казны перед учреждениями культуры. Уже в феврале 1997 года Родионов заявил, что даже мысль о передаче национального достояния на баланс города недопустима.
Несмотря на вмешательство президента, и в 1997 году ситуация с финансированием галереи не изменилась: в первом полугодии Третьяковкой была получена только четверть из запланированных в бюджете 30 миллиардов рублей, а к концу года общая сумма долга выросла до 69 миллиардов, из которых музея достигли только 12. 1 декабря была частично снята охрана зданий из-за того, что администрация галереи не смогла погасить заложенность по оплате труда милиции. В начале 1998 года дирекция Третьяковки получила денежную помощь от ряда российских и американских спонсоров: «Лукойл» и «Сургутнефть», United Technologies Corporation, Boeing, General Motors, Exxon, Procter & Gamble, Ford, Chase Manhattan, Citibank. Одновременно с этим Родионов вернулся к вопросу о переходе галереи в ведение московских властей, но дипломатично не обозначил ни условий подобного демарша, ни его предполагаемых сроков.
В 1998 году директор Третьяковки подписал коллективный протест музейных работников против постановления правительства России от 22 августа 1998 года № 1001 «О мероприятиях по переводу в органы федерального казначейства счетов организаций, финансируемых из федерального бюджета, по учёту средств, полученных от предпринимательской и иной приносящей доход деятельности». На пресс-конференции, приуроченной к открытию в галерее очередного выставочного сезона, Родионов выдвинул ультиматум и пообещал свернуть всю научную и просветительскую работу вверенного ему коллектива, если делающий нецелесообразной спонсорское финансирование учреждений культуры документ не будет отменён.
На рубеже 1990-х и 2000-х годов Родионов благодаря масштабной спонсорской поддержке сумел осуществить ряд международных коммерческих (так называемых «экспортных») проектов-экспозиций: «София — Премудрость Божия» и Марк Шагал в Италии, «От Боровиковского до конца XIX века» и «Русский символизм» в Испании, Василия Кандинского в Израиле, «500 лет русскому религиозному искусству» в Колумбии, «Шедевры Третьяковской галереи» в Белоруссии, «В традициях русского искусства. Историческая коллекция русских художников» в США и другие. В последующие годы при непосредственном участии Родионова в Третьяковке прошли многочисленные выставки отечественной живописи, в том числе общероссийский проект «Золотая карта России», были опубликованы альбомы и каталоги коллекций, стал издаваться журнал об искусстве «Третьяковская галерея», созданы многосерийные научно-популярные фильмы «История одного шедевра» и «Художник в Третьяковской галерее», а также видеомонографии «Художники русского авангарда», «Золотой век», «Иван Шишкин», «Василий Перов», «Исаак Левитан в Третьяковской галерее» и другие.
В полном объёме заложенное в бюджете страны финансирование галерея, по словам Родионова, стала получать лишь к 2001 году, однако госдотации покрывают не более половины потребностей музея.
Ввиду того, что в Третьяковской галерее в качестве экспонатов хранятся многие православные святыни, для руководства музея особую важность приобретают отношения с Московским патриархатом. В 1995 году Родионов своим решением передал в восстанавливавшийся храм Христа Спасителя в Москве хранившиеся в запасниках Третьяковки фрагменты его убранства — три мраморные доски с именами участников Отечественной войны 1812 года и названиями битв, а в 2001 году — снятые со стен храма фрагменты фрески XIX века «Тайная вечеря» (художник Г. Семирадский).
К 1999 году Родионову удалось разрешить тянувшийся с 1993 года спор о том, кому — религиозным или научным организациям — принадлежат права на наиболее известные и почитаемые произведения древнерусской живописи: Владимирскую Богоматерь и «Троицу» Андрея Рублёва. В 1996 году прошло освящение отреставрированной церкви святителя Николая в Толмачах, приходского храма Третьяковки. За вклад в восстановление этого памятника архитектуры Родионов получил специальную благодарность патриарха Московского и всея Руси Алексия II. 7 сентября 1999 года в новообразованный храм-музей со статусом научного отдела была перенесена заключённая в специальный киот икона Владимирской Богоматери, и на следующий день патриархом Алексием II перед ней был отслужен торжественный молебен. Таким образом, невзирая на то, что икона отныне размещена в храме и к ней имеют доступ все желающие, она не покинула стен музея и постоянно находится под контролем специалистов-реставраторов. В случае малейшей угрозы её сохранности она будет немедленно отправлена в депозитарий, а её место займёт копия, как это и случилось через несколько дней после торжеств 1999 года. Знаменитая рублёвская «Троица» также выставлена в храме Николая в Толмачах.
В мае 1999 года Родионов подписал обращение российских работников культуры с призывом к европейской интеллигенции выразить осуждение варварскому разрушению бомбардировками НАТО исторических памятников Югославии.
С начала 2000-х годов имя Родионова стало часто упоминаться в СМИ. В феврале 2000 года он обратился в редакцию журнала «Караван» с требованием заключить с галереей договор на использование в печати репродукций хранящихся в Третьяковке полотен. Стоимость этой гипотетической сделки была оценена им в сумму, равную 10 процентам от стоимости тиража. В апреле того же года Родионов пригласил в залы музея депутатов Государственной Думы, а в мае ему пришлось под нажимом ряда чиновников от культуры в спешном порядке изменить схему готовившейся к открытию постоянной экспозиции отечественного искусства XX века и включить в неё ранее не планировавшиеся к показу экспонаты, в частности, работы Зураба Церетели.
В августе 2000 года главным архитектором Москвы было объявлено о планах столичного руководства провести конкурс на право реконструкции находящегося в федеральной собственности здания выставочного комплекса на Крымском валу, которое занимают Третьяковская галерея и Центральный дом художника. В жюри конкурса вошли Родионов, министр культуры Михаил Швыдкой и глава Госстроя России Анвар Шамузафаров. В середине февраля 2001 года общественности были представлены лучшие архитектурные проекты перестройки ЦДХ, но тогда ни один из них не получил безоговорочной поддержки общественного совета при столичном градоначальнике. В сентябре 2003 года было объявлено о начале трёхгодичной реконструкции комплекса на Крымском валу в рамках подготовки к 150-летнему юбилею галереи.
В мае 2001 года учёный совет Третьяковской галереи поддержал рекомендацию министерства культуры и принял решение о принятии в своё ведение Государственной коллекции современного искусства, собранной известным искусствоведом Андреем Ерофеевым (в Третьяковке он занял должность заведующего отделом новейших течений). С его именем связано несколько громких скандалов. В 2005 году недовольство дирекции галереи вызвал спецпроект «Сообщники», который курировал Ерофеев. Родионов счёл содержащую изображения обнажённых частей тел экспозицию несоответствующей статусу Третьяковки и намеревался её закрыть.
В октябре 2005 года Родионов распорядился снять с выставки «Русский поп-арт» фотоколлаж Александра Косолапова «Икона-икра». Этот необычный для музейной практики шаг стал ответом на коллективное письмо прихожан московского храма святого Николая в Заяцком, в котором православные верующие охарактеризовали работу художника как возбуждающую социальную и религиозную ненависть и вражду.
8 октября 2007 года министр культуры России Александр Соколов в резкой форме раскритиковал подготовленную к отправке в Париж выставку «Соц-Арт. Политическое искусство в России». В представленных на ней произведениях чиновник увидел черты позорящей страну порнографии. Руководство Третьяковской галереи подвергло список экспонатов цензуре и изъяло из него 17 работ.
20 ноября 2007 года Родионов направил в суд два иска — от своего имени и от галереи как юридического лица — против Соколова о защите чести, достоинства и деловой репутации. Поводом к этому послужили опубликованные в газете «Московский комсомолец» выдержки из выступления министра на пресс-конференции, посвящённой ситуации вокруг парижской выставки, в котором сам музей в завуалированной форме был назван организацией, погрязшей в коррупции. Директор Третьяковки потребовал от Соколова символической компенсации причинённого морального ущерба (1 рубль) или публичных извинений. Первое слушание по иску галереи прошло 24 марта 2008 года в Хамовническом суде Москвы. 28 марта Родионов отказался от своих личных претензий к Соколову. 4 апреля адвокат ответчика Михаил Бурмистров завил, что их сторона готова пойти на мировое соглашение.
В мае 2009 года СМИ сообщили о кадровых перестановках в руководстве Третьяковки. Отмечалось, что Родионов лично представил коллективу музея в качестве своего преемника на посту генерального директора галереи свою заместительницу Ирину Лебедеву. Однако уже несколько дней спустя пресс-служба Третьяковской галереи распространила заявление Родионова о том, что его уход на пенсию является вынужденным. Сам Родионов также сообщал, что получил предложение уйти в отставку от министра культуры Александра Авдеева, несмотря на направленное в адрес министерства незадолго до этого письмо от директората и Учёного совета музея с «мотивированной просьбой» не менять директора галереи. В июне Лебедева была назначена временно исполняющим обязанности директора, а Родионов, как сообщалось, ушёл на больничный.
В пятницу 17 июля 2009 года Родионов вышел с больничного, а на следующий день Авдеев своим приказом досрочно прервал его контракт с Третьяковской галереей. Решение это Родионов назвал «нормальным» и заявил, что давно его ожидал. Сообщалось, что Родионов не займёт никаких почётных должностей в руководстве Третьяковки и уйдёт на пенсию. В тот же день на пост генерального директора музея была назначена Лебедева. По её словам, отставка Родионова была связана с его возрастом.
В декабре 1997 года Валентин Родионов стал действительным членом Российской академии художеств, а в 1998 году — Академии художеств Киргизии. Также он является академиком Международной академии информатизации (1994), членом Союза архитекторов России и Международной академии творчества (1998), профессором Международной академии архитектуры (1997).
С 2001 года Родионов является членом президиума Союза музеев России, входит в состав жюри всероссийского конкурса «Карьера».

## Семья
Родионов женат, у него есть сын, внучка и два внука..

## Награды и звания
- Орден «За заслуги перед Отечеством» IV степени (5 августа 1995 года) — за большой вклад работников галереи в дело сохранения национального культурного наследия, реконструкцию Государственной Третьяковской галереи[82].
- Орден «Знак Почёта».
- Орден Франциска Скорины (7 мая 2004 года, Белоруссия) — за значительный личный вклад в развитие и укрепление белорусско-российских культурных связей, пропаганду национального художественного наследия Беларуси за рубежом[83].
- Кавалер ордена Почётного легиона (2007 год, Франция)[84]
- Благодарность Президента Российской Федерации (12 января 2009 года) — за большой вклад в развитие отечественного музейного дела и многолетнюю плодотворную работу[85].
- Государственная премия Российской Федерации в области просветительской деятельности 2003 года (12 июня 2004 года) — за проект Государственной Третьяковской галереи 1999—2003 годов «Золотая карта России»[86].
- Орден святого благоверного князя Даниила Московского II степени[79].
- Орден святого благоверного князя Даниила Московского III степени[79].
- Памятная медаль Академии художеств «Достойному» (2001)[87].
- Золотой Орден «Меценат» в номинации «Служение Отечеству» (2005)[88].
- Орден «За благодеяние» — «за сохранение культурного наследия» (2005)[89].
- Лауреат премии святых равноапостольных братьев Кирилла и Мефодия (2001)[90].